# Гарнет (Каліфорнія)
Гарнет (англ. Garnet) — переписна місцевість (CDP) в США, в окрузі Ріверсайд штату Каліфорнія. Населення — 7118 осіб (2020).

## Географія
Гарнет розташований за координатами 33°55′17″ пн. ш. 116°29′20″ зх. д. / 33.92139° пн. ш. 116.48889° зх. д. (33.921343, -116.488832).  За даними Бюро перепису населення США в 2010 році переписна місцевість мала площу 29,59 км², з яких 29,24 км² — суходіл та 0,35 км² — водойми. В 2017 році площа становила 20,42 км², уся площа — суходіл.

## Демографія
Згідно з переписом 2010 року, у переписній місцевості мешкали 7543 особи в 2174 домогосподарствах у складі 1619 родин. Густота населення становила 255 осіб/км².  Було 2670 помешкань (90/км²).
Расовий склад населення:
| - 56,3 % — білих - 2,7 % — чорних або афроамериканців - 1,3 % — корінних американців - 0,8 % — азіатів - 0,1 % — вихідців з тихоокеанських островів - 34,9 % — осіб інших рас |

До двох чи більше рас належало 3,8 %. Частка іспаномовних становила 74,0 % від усіх жителів.
За віковим діапазоном населення розподілялося таким чином: 33,5 % — особи молодші 18 років, 57,6 % — особи у віці 18—64 років, 8,9 % — особи у віці 65 років та старші. Медіана віку мешканця становила 29,3 року. На 100 осіб жіночої статі у переписній місцевості припадало 103,2 чоловіків;  на 100 жінок у віці від 18 років та старших — 102,1 чоловіків також старших 18 років.
Середній дохід на одне домашнє господарство  становив 46 362 долари США (медіана — 37 134), а середній дохід на одну сім'ю — 48 869 доларів (медіана — 39 080). Медіана доходів становила 24 309 доларів для чоловіків та 35 033 долари для жінок. За межею бідності перебувало 22,8 % осіб, у тому числі 25,3 % дітей у віці до 18 років та 6,5 % осіб у віці 65 років та старших.
Цивільне працевлаштоване населення становило 2918 осіб. Основні галузі зайнятості: освіта, охорона здоров'я та соціальна допомога — 22,1 %, мистецтво, розваги та відпочинок — 17,6 %, роздрібна торгівля — 14,9 %, науковці, спеціалісти, менеджери — 12,9 %.